# Coccoloba padiformis
Coccoloba padiformis är en slideväxtart som beskrevs av Meissn.. Coccoloba padiformis ingår i släktet Coccoloba och familjen slideväxter. Inga underarter finns listade i Catalogue of Life.